# Бугайов Степан Сергійович
Бугайов Степан Сергійович (* 26 квітня 1914, Павленкове, Старобільський повіт, Харківська губернія, Російська імперія — † 9 січня 2012, Павленкове, Новопсковський район, Луганська область) — радянський військовик, учасник Другої світової війни, командир стрілкового відділення 201 гвардійського стрілкового полку 67 гвардійської стрілкової Вітебської Червонопрапорної дивізії.

## Біографія
Народився у 1914 році в селі Павленкове, Старобільський повіт, Харківська губернія, Російська імперія (зараз Луганська область). Закінчив сільську початкову школу. Пережив Голодомор 1932—1933 рр. У 1935—1937 роках проходив службу в 101 кавалерійському полку Червоної армії СРСР. У 1938 році одружився з Маценко Олександрою Павлівною. В родині з'явилося четверо дітей. Працював трактористом у колгоспі «Дружба» в селі Павленкове. В Комуністичній партії не перебував. Нагороджений медаллю «Ветеран праці». Помер у 2012 році. Похований у селі Павленкове.

## Воєнний шлях
Під час Німецько-радянської війни в серпні 1941 року мобілізований курсантом у 22 окрему стрілкову бригаду. Спеціальність — стрілки-автоматники та ручні кулемети. Воював на Волховському фронті. У червні 1942 року отримав поранення в ногу. Пів року лікувався в шпиталі. Пізніше воював на Ленінградському фронті у складі 45 гвардійської стрілкової дивізії. У вересні 1944 року поранений в руку. У 1944—1945 роках у званні старшини був командиром стрілкового відділення та помічником командира взводу 201 гвардійського стрілкового ордена Кутузова полку 67 гвардійської стрілкової Вітебської Червонопрапорної дивізії. За бойові заслуги нагороджений орденом Вітчизняної війни 2 ступеня (№3951357), орденом Червоної Зірки (№1589086), медаллю «За оборону Ленінграда» (АБ №32021), медаллю «За перемогу над Німеччиною у Великій Вітчизняній війні 1941—1945 рр.», орденом «За мужність» 3 ступеня та іншими нагородами. Як зазначено в нагородному листі, орден Червоної зірки отримав за те, що «при відбитті контратаки супротивника разом зі своїм відділенням знищив понад 10 німецьких солдатів і офіцерів».